# Vila Nova de Cacela
Vila Nova de Cacela ist eine Kleinstadt im Kreis Vila Real de Santo António des Distrikts Faro in Portugal. Der Ort hat eine Fläche von 46,0 km² und 3873 Einwohner (Stand 19. April 2021).

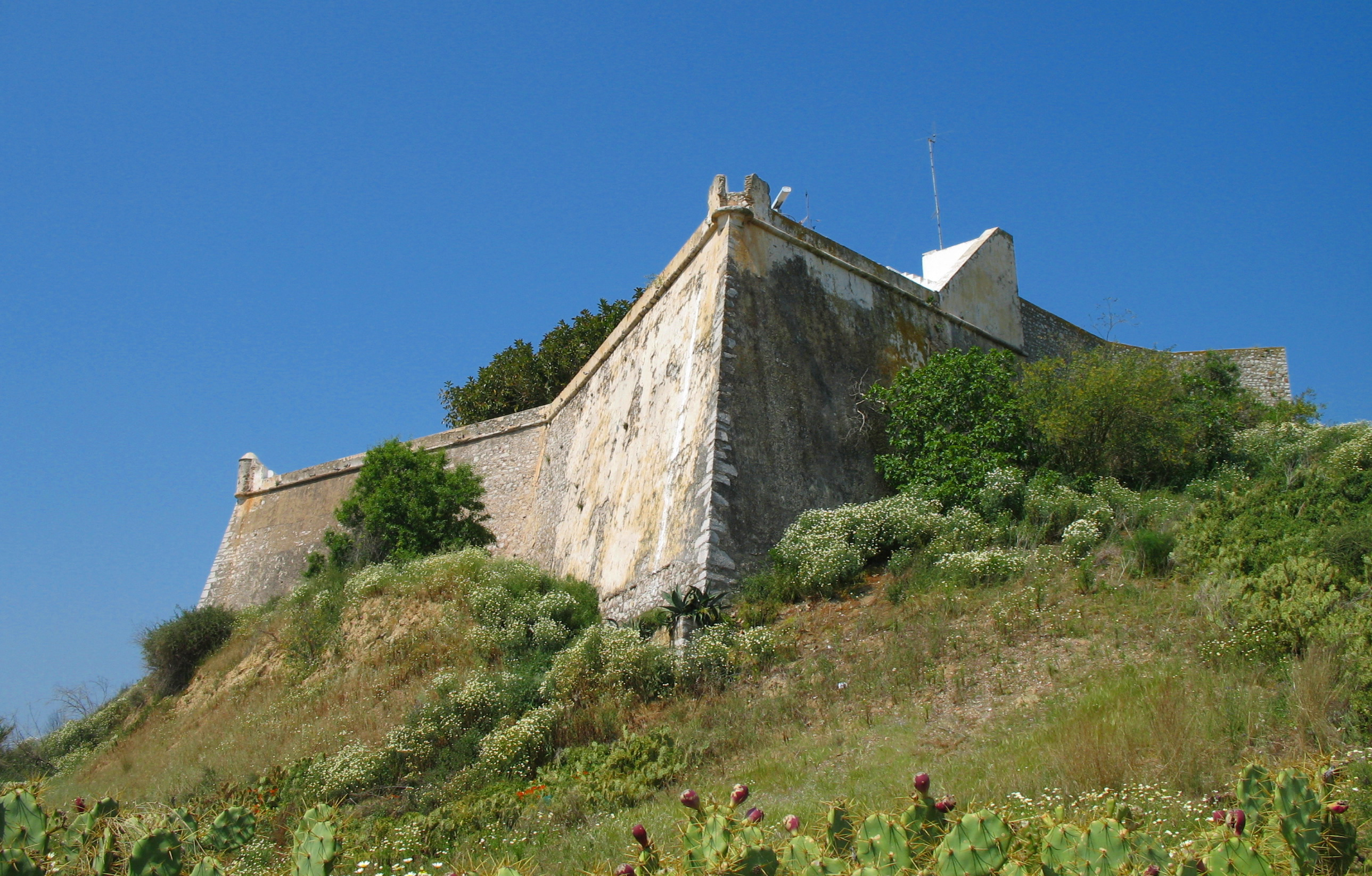
Das Fortaleza de Cacela

Die Gemeinde wurde am 4. Januar 1927 zur Vila erhoben.
Der Túmulo Megalítico von Santa Rita wurde 2001 östlich des Dorfes Santa Rita in Vila Nova de Cacela entdeckt.